# Gália Narbonense
Gália Narbonense era uma província do Império Romano localizada na moderna região do Languedoque e Provença no sul da França. Ela era conhecida também como Gália Transalpina, a parte da Gália que estava "além dos Alpes", oposta à Gália Cisalpina, na Itália. Ela incluía também uma porção ocidental chamada de Septimânia. A região foi organizada numa província no século II a.C. e foi o primeiro território importante romano fora da Itália. Suas fronteiras eram definidas, grosso modo, pelo Mediterrâneo ao sul e os Cevenas e Alpes para o norte e oeste.

## Nomes
A Gália Transalpina foi posteriormente rebatizada de Gália Narbonense por conta de sua nova capital, Narbo Márcio (Narbona), uma colônia romana fundada na costa em 118 a.C. Os romanos a chamavam também de "Nossa Província" (Provincia Nostra) ou simplesmente de Província justamente por ela ser a primeira conquista significativa romana fora da Itália. O termo sobrevive até hoje no nome francês da porção oriental do território da antiga província, Provença (Provence), atualmente uma região francesa.

## História

### Província romana
Na metade do século II a.C., a República Romana estava profundamente envolvida comercialmente com a colônia grega de Massália (Marselha), na costa sul da Gália. Esta colônia, fundada por colonos de Foceia, já tinha, naquela época, séculos de idade e era muito próspera. Roma se aliou com ela e concordou protegê-la contra os ataques dos gauleses, dos vizinhos aquitanos, dos piratas cartagineses e de outros rivais em troca de uma estreita faixa de terra que os romanos precisavam para construir uma estrada até a Hispânia, necessária para o transporte das tropas. Os massalianos, por sua vez, importavam-se mais com a prosperidade econômica do que com a integridade territorial em seus domínios. Nesta faixa de terra, os romanos fundaram a cidade de Narbo Márcio, que se tornou um grande entreposto comercial adversário de Massália. Foi a partir daí que se desenvolveu a Gália Transalpina.
Durante este período, os assentamentos mediterrâneos na costa estavam sendo ameaçados pelas poderosas tribos gaulesas do norte, especialmente os arvernos e os alóbroges. Em 123 a.C., o general romano Quinto Fábio Máximo (que seria depois chamado de Alobrógico (Allobrogicus)) iniciou uma campanha na região e derrotou os alóbroges e os arvernos, que estavam sendo liderados pelo rei Bituito, uma derrota que enfraqueceu as duas tribos e assegurou a paz na Gália Transalpina.
Vizinha imediata da Itália, a nova província deu à República Romana diversas vantagens, como o controle da rota terrestre entre a Itália e a Península Ibérica. Além disso, a província servia como um tampão entre a Itália e as tribos gaulesas e dava aos romanos o controle sobre as lucrativas rotas comerciais do vale do Ródano, por onde passavam bens vindos da Gália para Massália. Foi a partir de Narbo Márcio que Júlio César iniciou as Guerras Gálicas.
Em 40 a.C., durante o Segundo Triunvirato, Marco Emílio Lépido recebeu o comando da Gália Narbonense (juntamente com a Hispânia e a África), enquanto Marco Antônio ficou com a Gália para contrabalançar.

### Reforma de Diocleciano
Em 314 d.C., durante a reforma administrativa de Diocleciano (r. 284-305), a Gália Narbonense e a Gália Aquitânia passaram a fazer parte da Diocese de Vienne, cuja capital estava mais ao norte, na cidade de Viena Alóbrogo (Vienne). Ela foi depois rebatizada de Diocese das Sete Províncias (Septem Provinciarum), uma clara demonstração que Diocleciano havia demovido as províncias para uma unidade administrativa menor, subordinada às dioceses. Nesta época, a província foi dividida em três outras menores, todas na mesma diocese:
- Narbonense I ou Narbonense Prima, com capital em Narbo Márcio. Limitada a leste pelo Ródano e pelo Mediterrâneo, a oeste pelas três Aquitânias e ao sul pela Hispânia.
- Narbonense II ou Narbonense Secunda, com capital em Aquênsio (Aix-en-Provence). Seu território abrangia a Provença e Delfinado. Não era contígua com a Narbonense I e fazia fronteira a oeste com a Vienense e a leste com os Alpes Marítimos.
- Vienense, uma província consular com capital em Viena Alóbrogo. Abrangia a região ocidental de Delfinado e da Provença mais o Condado Venaissino.

### Anos finais e a Septimânia
No século V, a Vienense foi dividida em outras duas províncias:
- Vienense I ou Vienense Prima, com capital em Viena
- Vienense II ou Vienense Secunda, com capital em Arles

A Gália Narbonense e as regiões vizinhas foram incorporadas pelo Reino Visigodo entre 462 e 477, encerrando definitivamente o controle romano sobre a região. Depois da conquista gótica, os domínios visigodos passaram a ser chamados de forma geral como Septimânia. Na porção a leste do baixo Ródano, o nome Provença passou a ser utilizado.

## Principais cidades
Narbonense I:
- Beterras dos Septimanos (Béziers)
- Narbo Márcio (Narbona)
- Nemauso (Nîmes)
- Tolosa (Toulouse)

Narbonense II:
- Alébece dos Reios Apolinários (Riez)
- Antípolis (Antibes)
- Apta Júlia Vulgiêncio (Apt)
- Águas Sêxtias/Aquênsio (Aix-en-Provence)
- Fórum de Júlio (Fréjus)

Vienense:
- Arelate (Arles)
- Aráusio dos Segundos (Orange)
- Augusta dos Tricastinos (Saint-Paul-Trois-Châteaux)
- Avênio (Avinhão)
- Cabélio (Cavaillon)
- Colônia Dea Augusta dos Vocôncios (Die)
- Cularo (Grenoble)
- Massália (Marselha)
- Valência (Valença)
- Valência Júlia (Valença)
- Vásio dos Vocôncios (Vaison-la-Romaine)
- Viena Alóbrogo (Vienne)

Outras cidades:
- Ágata (Agde)
- Águas Cálidas (Amélie-les-Bains-Palalda)
- Alba dos Hélvios (Alba)
- Anatília
- Érea
- Bormano (Bormettes)
- Cenicenses
- Cambono (Cambon)
- Cárcaso Vólcaro Tectósago (Carcassona)
- Carpentorate dos Meminos (Carpentras)
- Cessero (Saint-Thibéry)
- Clusa (Les Cluses)
- Comani
- Custoja (Coustouges)
- Fórum Vocônio (Le Cannet-des-Maures)
- Glano (Saint-Rémy-de-Provence)
- Ilíberis (Elne)
- Luco Augusto (Luc-en-Diois)
- Porto Venéris (Port-Vendres)
- Telo Márcio (Toulon)